# Saint-Priest-la-Marche
Saint-Priest-la-Marche é uma comuna francesa na região administrativa do Centro, no departamento Cher. Estende-se por uma área de 20,73 km². Em 2010 a comuna tinha 238 habitantes (densidade: 11,5 hab./km²).